# Diga di Gökçe
La diga di Gökçe è una diga della Turchia. Si trova nella provincia di Yalova.